# Башир, Мэри
Мэри Башир (англ. Marie Bashir: род. 1 декабря 1930) — 37-й губернатор Нового Южного Уэльса (2001—2014), и первая женщина занимавшая этот пост.

## Биография
Мэри Башир родилась в Наррандера, штат Новый Южный Уэльс, а затем отправилась в Сидней в среднюю школу для девочек. После окончания средней школы изучала медицину и хирургию в Университете Сиднея, который окончил в 1956 году. Работала в области психиатрии, и стал профессором клинической психиатрии в Университете Сиднея. За заслуги в области охраны здоровья детей награждена Орденом Австралии в 1988 году.
Назначена на должность губернатора Нового Южного Уэльса 1 марта 2001 года, освобождена от должности 1 октября 2014 года.